# Galbani
Galbani — італійська продовольча компанія, виробник молочних і м'ясних продуктів. Заснована в 1882 році в Баллабіо (Лекко). Головний офіс розташовується в Мілані. З 2006 року входить до складу французького молочного концерну Lactalis.
Galbani є лідером на ринку молочного виробництва і одним з головних виробників на ринку м'ясних виробів Італії. Компанія продає понад 300 продуктів у 50 країнах світу.

## Історія
У 1882 році підприємець Еджідіо Гальбані (1858—1950) заснував «Caseificio Davide Galbani» у Баллабіо (Лекко), що в долині Вальсассіна. Тут випускався відомий робіола — перший італійський м'який сир, створений з метою скласти конкуренцію елітним французьким сирам. У 1906 році представлено Бель Паезе, перший італійський сир, який мав великий успіх за кордоном. У 1910 році в Мельцо розпочалось крупне молочне виробництво, з яким пов'язана велика частина історії компанії Galbani.
У 1920-х роках була утворена сімейна компанія Egidio Galbani S.p.A., яка активно розвивалась, відкрила нові підприємства й виробляла плавлені сири за інноваційним методами для італійської промисловості того часу. У 1930-х роках Galbani налічувала вже понад 1000 працівників у 56 магазинах і 4 підрозділах за кордоном, 108 представництв у Франції, США, Аргентині та інших країнах. Компанія продовжила впроваджувати інновації, представила на ринку низку нових продуктів і запустила сир крешенца (страккіно) під маркою Certosa. У 1936 році компанія увійшла в індустрію м'ясних продуктів, придбавши ковбасний завод Melzese.
У 1956 році випущений перший вироблений промисловим чином сир моцарела під паркою Santa Lucia. Гасло компанії «Galbani vuol dire fiducia» («Galbani — означає довіра») стало одним із найпопулярніших в Італії. У 1960-х роках Galbani відкрила свій новий головний офіс у Мілані. Цей період став особливо успішним для поширення, виробництва і маркетингу бренду.
У 1980-х роках у Мельцо побудовано нове підприємство з випуску м'ясних продуктів. У 1989 році Galbani приєдналась до групи Groupe Danone і зміцнила свої позиції на європейському ринку. У 1990 році створено бренд Vallelata.
У 2002 році 120-річний ювілей Galbani відзначено поверненням до незалежного управління. Фонд BC Partners придбав усі активи і забезпечив безперервне управління. У 2004 році створені компанії biG srl і biG Logistica S.p.A. для поширення і продажу продуктції Galbani в Італії. У 2005 році створена холдингова компанія Gruppo Galbani S.p.A. У 2006 році Gruppo Galbani увійшла до складу французького молочного концерну Lactalis. У 2008 році утворено Gruppo Lactalis Italia. Група запустила найважливіші бренди в продуктовій лінійці італійських сирів, які продаються під брендами Galbani, Invernizzi, Cademartori, Locatelli, Président.

## Діяльність
Galbani виробляє моцарелу, горогондзолу, рикоту, маскарпоне, грана падано, пармезан, страккіно, йогурти, прошуто, салямі та інші молочні та м'ясні продукти.
Асортимент продукції Galbani налічує понад 300 найменувань товарів і включає такі торгові марки: Bel Paese, Certosa, Galbani, Gim, Galbanino, Santa Lucia, Galbanella, Galbacotto, Galbanetto та ін. Продукція Galbani продається у 50 країнах світу, компанія має шість філій у Європі, одну в Японії, компанію в Польщі і одну філію в США. Компанія співпрацює з 3 100 партнерами, включаючи акціонерне товариство Egidio Galbani.
Компанії належить чотири виробничих підприємства в Італії: Казале-Кремаско (Кремона), Кортеолона (Павія), Мельцо (Мілан) і Чертоза (Павія). Створена широка дистриб'юторська мережа зі 130 пунктами дистрибуції і 1 200 засобами доставки по всій Італії, що дає змогу обслуговувати 80 000 клієнтів.